# Frithiof Folkard von Scherling
Frithiof Adalbert Johannes Folkard von Scherling, född den 19 december 1896 i Rotterdam, död den 10 oktober 1977 i Värnamo, var en svensk jurist.
Folkard von Scherling avlade studentexamen vid Gymnasium Erasmianum i Rotterdam 1915, filosofie kandidatexamen vid Uppsala universitet 1917 och juris kandidatexamen där 1921. Han blev assessor i Göta hovrätt 1933, hovrättsråd där 1936 och revisionssekreterare 1939 (tillförordnad 1936). Folkard von Scherling var häradshövding i Östbo och Västbo domsaga 1945–1963. Han var ordförande i poliskollegiet i Jönköpings län 1954–1961. Folkard von Scherling blev riddare av Nordstjärneorden 1939 och kommendör av samma orden 1954. Han vilar på Nya kyrkogården i Kristinehamn.